# Ferran Gomà i Boronat
Ferran Gomà i Boronat   (la Riba, 16 de febrer de 1906 - Barcelona, 2004) fou un pintor català.

## Biografia
Va néixer al Molí de Cal Garreta a La Riba (Alt Camp) i que regentava el seu pare Isidre Gomà i Solé, conegut per l'Isidre del molí Nou i casat amb l'Assumpció Boronat i Gavaldà. El pare era cosí germà d'Isidre Gomà i Tomàs, també fill de La Riba, que seria nomenat Cardenal i Arquebisbe de Tortosa. L'any 1920 es va establir a Barcelona per a treballar en uns magatzems de teixits on va conèixer a la que seria la seva esposa, Àngela Ginesta. Fou en aquesta ciutat on es va iniciar en la pintura de manera autodidacta però també va rebre l'orientació dels pintors Sainz-de-la-Maza, Lahosa i Mongrell. La seva primera exposició individual va tenir lloc l'any 1940 a les Galeries Laietanes de Barcelona. Posteriorment va presentar la seva obra en diverses sales de la capital catalana com la Pallarès Augusta, Maite Muñoz i a les Exposicions Nacionals de Belles Arts i en nombrosos salons i trobades artístiques organitzades a Barcelona, Madrid, Segòvia, Salamanca i altres ciutats espanyoles. La seva obra comprèn la majoria dels temes del repertori figuratiu tradicional partint de l'impressionisme per endinsar-se en l'estudi de la llum i en l'exploració del color com a font de recursos lírics i expressius.
De forma pòstuma, l'any 2017 Ferran Gomà va ser protagonista de la Finestra Oberta del Museu de Montserrat.

## Estil
Gomà pertany alhora al postimpressionisme i al postmodernisme. Potser seria suficient considerar-lo un pintor postmodernista pel fet que el postmodernisme pictòric comporta ja un postimpressionisme. I aquest, per la seva banda, no és més que un apendix de l'impressionisme. D'aquí ve que l'actual escola catalana tradicional i a la qual pertany Gomà, sigui qualificada sovint d'impressionista, i amb certa raó.
Si examinem la pintura de Gomà -igual com la de tots els modernistes i postmodernistes catalans- hi trobarem, bastant explícites, totes les característiques impressionistes.
En primer lloc, Gomà pinta sobretot paisatge; i ens el transmet dins les coordenades d'un moment concret i d'unes circumstàncies determinades: estat de l'atmosfera, època de l'any, sensació de vida. Gairebé podríem endevinar l'hora del dia que representa. I en els seus paisatges hi ha rius, salts d'aigua, fullam i herbes de tota mena. I pinta flors, moltes flors. En aquest gènere, com s'ha dit, té predileccions per la mimosa, que és comuna taca grossa i forta de color, quasi sense forma, i rica en matisos. Però sobretot, és flor de pocs dies, fugissera com el temps.
L'atenció de Gomà se centra en la llum. A les seves pintures no solament tingué en compte els efectes de la llum, sinó que aquesta n'és la protagonista. És mes, a voltes Gomà "pinta la llum", de manera que apareix en forma sensible, se la pot palpar.
Gomà té una pinzellada gruixuda i enèrgica que, oblidant-se gairebé dels contorns reals dels objectes que pinta, vol comunicar-nos allò que aquests transmeten a la nostra sensibilitat, més que al nostre coneixement.
Gomà, un postmodernista. Gomà es troba, evidentment, formant part d’aquest corrent que representa la millor manifestació pictòrica del nostre país. Hi és amb una personalitat pròpia resultat dels petits trets diferencials amb què es caracteritza el seu estil individual. Però també comparteix ideals estètics amb tots els  pintors postimpressionistes catalans. Com ells, ha volgut deixar de banda les aventures de buscar nous camins artístics presumint d'originalitats escandalitzadores. Ha preferit servir una bellesa que no enganya, que no vol posar paranys.
És des d'aquesta afiliació postmodernista que Gomà és, també de retruc, un impressionista. Ho és per les mateixes arrels del modernisme què tal com ja hem explicat són impressionistes.
Gomà té una personalitat pròpia. Segurament queda ben caracteritzada dient que aquest pintor és un naturalista, un mediterrani i un místic.
En primer lloc, un naturalista. Ja tota la seva vida humana és naturalista: amant de la natura. L'admira i s'hi identifica. És un bon rousseaunià. Per això la contempla i després ens la vol explicar. És aleshores que agafa els pinzells i posa color a les teles per tal de transmetre'ns els seus sentiments còsmics. Professa la pintura com una filosofia de la comunicació.
És també un pintor mediterrani. Com molt abans que ell ho havien estat Joaquim Sorolla o Fortuny: aquella claredat, aquell equilibri, aquella harmoniós sentiment de la forma, aquella conjunció d'espai llum i color amb l'alegria del sol meridional i la cordialitat de la seva gent. Tot això representa un estil que se n'ha dit el mediterranisme i del qual Gomà pot ser un bon exponent.
Per acabar, Gomà és un místic. Home callat, però de riquesa interior, viu també de l'esperit. Durant la seva existència s'ha comportat, en alguns aspectes, com un monjo. I alguns dels seus quadres transpiren un equilibri una pau i una serenor que no s'aconsegueixen amb una simple aplicació dels cànons estètics. Fa falta una riquesa interior, i Gomà la té. Tot això és percep en els seus olis que reprodueixen temples o catedrals.

## Etapes
Gomà s'ha mantingut sempre fidel a ell mateix. La seva idea de l'art i de la pintura és ben clara i no ha buscat -com altres- a través de provatures que constitueixen en cada fase la negació d'allò que l'artista ha fet en el període anterior. No és aquest el cas de Gomà. Ell a preferit guaitar els grans mestres. Ha vist que tot el que fet Velázquez té el mateix estil o que l'obra de Zurbarán s'assembla tota ella. Guiat per aquest criteri i a imitació d'aquests pintors també Gomà ha desenvolupat al llarg de mig segle d'activitat pictòrica una obra unitària. De bon principi va trobar ja la seva identitat artística i hi visqué plenament. El fet de tenir diferents etapes és, per a un artista -com per a una persona- anar-se expressant en diversos idiomes; però és pot utilitzar sempre el mateix dir meravelles.
Gomà no va fer salts; és mogué sempre en la mateixa línia. Així doncs no hi ha pròpiament èpoques en la seva pintura però sí que poden distingir-s'hi uns períodes, unes etapes. I és que -talment com els músics- fa unes variacions sobre el tema. Això són el que anirem les etapes de la pintura de Gomà i que podem assenyalar-ne quatre.
Primera etapa (1927-1940). És la tapa corresponent a la seva joventut, quan començava. Fa una pintura que podríem dir-ne "per masses corpòries cromàtiques". Les diferents masses de color són evidents en els quadres i el pintor s'esmerça a establir entre elles l'equilibri adient conjuntar l'acord cromàtic global.
Segona etapa (1940 -1956). És una època, per al pintor, de mística familiar. El seu fill, que aleshores era petit, la recorda amb especial emoció. S'havia acabat la guerra i Gomà vivia en una casa a la part alta de Barcelona a la vora de la muntanya. Havia plegat de la feina de la botiga del carrer Pelai i a partir d'ara es dedicaria només a pintar. Començava el somni de tota la seva vida. Fou un període tant per al pintor com per a la seva família de limitacions materials en el nivell de vida però d'una gran riquesa espiritual i d'estabilitat casolana. Quan la mare, fetes les feines de la casa, s'asseia al piano i tocava sonates de Beethoven que servien de música de fons per al pintor que treballava al seu estudi. Gomà tingué una esposa que sempre el va recolzar i va fer possible la seva labor. A la primavera la mare posava sobre la taula un gerro de flors que havia collit al jardí; venien a ser com una expressió de felicitat familiar. Quan Gomà en feia un quadre hi quedava reflectida la intensa felicitat compartida i tota la coherència de la llar.
Tercera etapa (1956-1970). El pintor es troba en plena maduresa personal i artística. És el període no sols de les grans natures mortes (que són una maravella de composició), sinó també dels qua- dres de flors, sobretot de les mimoses. Podríem dir que és el moment de la màxima expressió filosòfica de Gomà, en el sentit d'una visió mística -a què hem al.ludit abans- que ell ens dona de monuments religiosos. També aconsegueix de trans- metre, a la representació de carrers, un sentiment particular de dimensió humana i social. En certa manera, l'any 1970 marca una fita important en la vida del pintor: tenia seixanta-quatre anys i estava en la seva plenitud artística.
Quarta etapa (1970-1990). És com una continuació de l'anterior etapa, potser ara no tant creativa i dinàmica, però no menys valuosa. Amb la seva maduresa, el pintor arriba a una simplificació del seu art: necessita fer menys pinzellades per ex- pressar el mateix que abans; amb unes quantes «taques» apropiades aconsegueix l'efecte que pretenia.
Encara que Gomà no hagi volgut sortir mai de la seva pròpia línia, això no vol dir que no tingui quadres que recorden altres tendències o manifesten estils alternatius. Té, per exemple, alguna obra bastant expressionista, i en alguns casos certes exuberàncies de color recorden els fauvistes. També té algun toc simbolista, però en general ha estat un home molt coherent. Fa com Bach en la música: des del primer moment ja sap on va i, sense sortir mai de la seva direcció, crea un art cada vegada més depurat i més bo.

## Anàlisi
Per comprendre bé l'art de Gomà i poder-ne avaluar el mèrit, convé que fem una acurada descrip- ció dels principis en què es basa, dels elements que el constiueixen i de les obres on es manifesta. Partirem de la concepció general de les arts plàstiques figuratives, que les entén com una defor- mació subjectiva de la realitat, en el sentit que aquesta realitat, bé que reproduida, no ho és exactament (cosa que no seria art, sinó «artesania»), ja que és vista a través del filtre de l'artista. Aquest -en efecte- la utilitza com a mitjà d'expressió, com a simple primera matèria a la qual donarà una forma adequada al propi sentit personal, a la intencionalitat estètica que tingui; i el resultat serà una obra que, bo i tenir una clara referència a la realitat, no s'ha de veure com un «retrat» d'aquesta, sinó que s'haurà de interpretar des de l'actitud intencional de l'artista. Aquesta teoria, que Gomà comparteix totalment, ens mena a formular els dos primers principis de la seva pintura, que es completaran amb uns altres.

### Principis fonamentals de la seva pintura
1. Principi de l'objectivitat. És una conseqüència de la mentalitat «naturalista» de Gomà, a la qual ja ens hem referit. Per a ell la natura és habitacle, és un valor de la vida, és espectacle, és norma. La natura, a més a més, és formosa, i val la pena fruir-la i recrear-la. Això ha portat Gomà, a l'hora de fer-ne objecte de la seva pintura, a produir unes obres -ha dit la crítica- «irreprotxables en la seva factura», conjugant ensems la gràcia, la finesa i la proporció de les realitats, és a dir, les qualitats estètiques dels éssers objectius.
2. Principi de la subjectivitat. Quan al·ludim al tarannà «naturalista» de Gomà no ens referim pas al seu estil, que certament no és el naturalisme estètic, en el sentit d'una fidelitat literal i total a la realitat objectiva. Per a Gomà -ja ho hem insinuat- la realitat és un punt de partença, no pas un punt d'arribada. Utilitza les coses i els seus elements (color, forma, perspectiva, situació) com a simple llenguatge per dir-nos el que sent i el que vol. Els seus quadres no són pas fotografies; a vegades són poemes i a vegades un missatge, un sospir, o una evocació. Pintant, Gomà aboca la seva ànima a la tela, que resta impregnada de la seva personalitat.
3. Principi de l'harmonia. Encara que les obres de Gomà presentin alguns trets d'agosardament estètic, fruit del seu temperament inquiet i imaginatiu, sempre hi predomina un equilibri serè: és el seu rerefons de classicisme, que aglutina en l'adequada proporció tots els elements estètics. Però quan parlem de l'harmonia de la pintura de Gomà ens referim a una cosa més concreta: el recorregut seqüencial i consumat que fa d'àrees de diferents tonalitats cromàtiques modulants. Ens explicarem. En la pintura «comercial» un quadre té, tot ell, una mateixa gamma, de manera que les tonalitats fan un acord, però només un sol acord. En tota pintura realment artística, en canvi, hi ha di- verses gammes harmoniosament conjuntades. No constitueix un simple acord, sinó tota una simfo- nia. En termes pictòrics això vol dir que, en un ma- teix quadre, es passa de llocs càlids a llocs freds, i el bon artista no ho fa sobtadament, sinó d'una manera progressiva i encadenada. En això Gomà és realment un mestre; debades la modulació cromàtica (o pas d'una tonalitat a l'altra) és l'element bàsic de la seva comunicació de sentiments: el nostre pintor aconsegueix l'expressió lírica sobretot per mitjà de les harmonies cromàtiques modulants Ell mateix ens ho explica textualment: «Hi ha una cosa en la pintura que he anat trobant jo. Si en un paisatge es veu la muntanya realment fosca, i sobre d'ella el cel ben clar, procuro anar ajustant ambdues tonalitats tan diverses per tal que harmonitzin. Arribar a trobar el punt just de confluència tonal és una labor difícil».
4. Principi de la dialèctica integrativa. La lluita de Gomà, com a home que accepta el repte de la pintura, està a resoldre un munt d'antinòmies que se li plantegen quan, armat amb la paleta i els pinzells, s'encara amb la tela: donar prioritat al dibuix o a la pintura? Normes o llibertat? Imaginació o respecte a la realitat? Sentiment o pensament? Davant d'aquestes alternatives, Gomà opta per una postura d'integració i mira d'aglutinar tots els elements estètics i fer-los compatibles. Els ismes, precisament, sorgeixen quan no es fa això sinó que hom adopta tan sols un dels elements extrems i descartant l'oposat. A Gomà no li agrada la postura còmoda dels unilateralismes, sinó que prefereix escometre la superació de les antinòmies. Per això podríem dir que és, la seva, una pintura de síntesi, en molts sentits; i d'aquí ve que, per exemple, sigui capaç de resumir amb quatre pinzellades totes les im- pressions, o de «suggerir» tot el que és l'objecte. Aquest talant integrador és també el que ha fet de Gomà un artista que, bo i conservant les normes acadèmiques, doni curs lliure al seu impuls i al seu sentiment.
5. Principi de la tècnica. Gomà es considera un pintor Iliure, però no del tot. No es té per esclau de la tècnica, però li és fidel. Per a ell la tècnica és com la via pel tren: un mitjà que, tot i que subjecta, possibilita d'arribar a algun lloc. D'aquesta manera, i a còpia de temps, ha assolit la «difícil facilitat» d'aconseguir el triomf de la disciplina sobre l'impuls amb pinzellada ferma i justa. Gomà ha tingut cura especialment d'aquesta tècnica de la pinzellada. Encara que els seus olis ofereixin una visió clara i delimitada dels objec- tes, hi abunda la taca punyent, el color quasi pur que exhibeix la seva nota expressiva, justificada per ella mateixa. En alguns dels seus quadres de paisatge, Gomà s'ha lliurat a l'afecció de la pinzellada impulsiva, esvalotada, valenta i desbocada. La seva arrel impressionista s'hi fa palesa, i aquestes produccions destaquen del conjunt de la seva obra pictòrica.

### Components de la pintura de Gomà
1. El component cromàtic. Quan hom contempla tot un seguit de teles de Gomà s'adona que hi predomina una tonalitat cromàtica: el to ocre o terrós. De fet, la paleta de Gomà és molt rica i inclou tots els colors, àdhuc el morat o el taronja; de verds, especialment, n'hi fa servir sovint, i en un sol qua- dre, tota la gamma completa. Però no hi falta mai el color terrós, que ve a ser -diguem-ho així- com una espècie de «baix continu», la nota fonamen- tal.
2. El component afectiu. Segons la psicologia, el color va Illigat a l'afectivitat. També s'ha intentat establir el tipus de sentiment que expressa cada color, i una cosa sembla clara: que els colors càl·lids vehiculen afectes, mentre que els colors freds van vinculats més aviat amb els pensaments. En el cas de Gomà, una cosa és ben clara: que la tonalitat ocre-terrosa, tan habitual en ell, expressa amor. De manera que, quan vol manifestar -com a contrapunt- algun sentiment dramàtic (dissort, desfeta, desgràcia) entra a la tonalitat freda. Justament el pas de l'una a l'altra Gomà el fa per mitjà d'aquella «modulació cromàtica» a què ens hem referit abans, en la qual el nostre pintor excel·leix.
3. El component expressiu. Gomà s'expressa molt per mitjà del color -ho acabem de veure. Però no solament pel color. Empra també altres elements expressius: els temes, l'estil, la composició, alguns símbols. Als quadres de Gomà I'expressió no és pas cridanera, sinó que queda finament diluïda en el conjunt. I és que, a diferència de molts con- temporanis, Gomà entén que l'art, encara que hagi de tenir expressió, no ha de ser sols expressió; ja hem dit suara que la seva pintura és «sintètica». Però a partir d'aquí ho pot expressar tot: la placidesa doméstica en una natura morta que representa la taula familiar tal com queda després d'esmorzar, o el pas dels segles en la història del poble barceloni, tot escantellant intencionadament mitjançant pinzellades «erosives- els graons de la Porta de la Pietat de la catedral.
4. El component comunicatiu. Pel que veiem, Gomà se serveix de la pintura també com un llenguatge. A voltes un quadre seu conté un missatge més o menys explicit: per exemple, un home sol davant la porta de casa seva en un carrer sòrdid dels barris antics de la ciutat, ens parla que està condemnat a viure en un habitatge poc acollidor i de condicions precàries, i per això surt a fora, on almenys podrà veure el sol, respirar aire més pur i, tal vegada, tenir alguna companyia. La contemplació de certs quadres de Gomà, sobretot de la seva tercera etapa (1950-1970), requereix una interpretació atenta per copsar-ne el significat i poder combregar amb els sentiments que animaven l'autor en fer-los.
5. El component ideològic. Allò que un sociòleg o un teòleg diuen amb el discurs, l'artista pot dir-ho amb la plàstica. I Gomà ho ha fet. Home de bons sentiments, s'ha dolgut que hi hagi persones marginades i n'ha denunciat la situació. Ho veiem sobretot a les seves teles de paisatge urbà, que tan bé reflecteixen els barris humils i els seus personatges, amb Ilur dissort i llurs mancances. Això ho explica amb la seva pintura tot representant portals envellits, roba estesa i persones sense gaire il·lusió. Podríem dir que, en aquestes ocasions, la pintura de Gomà té un caire reivindicatiu, gens cridaner, però no menys intencionat. Gomà no és certament un revolucionari, però sí l'home que comparteix el seu sentiment amb el poble humil.
6. El component simbòlic. Així com l'intel·lectual es comunica amb el llenguatge verbal, l'artista ho fa amb el llenguatge icònic, que, en aquest cas, recorre sovint als símbols. És una forma primària de comunicació, molt emprada en art. Gomà no és pròdig en símbols, però a voltes se'n serveix, sobre tot de símbols arquetípics. Als quadres religiosos de Gomà la pedra assoleix un símbol de les generacions passades; i el color gris terrós que li dona significa l'expressió dels anys acumulats en els carreus de les parets. Però, sobretot, hem d'al·ludir al símbol de la llum, tan intencionadament aportat; ens referirem només al quadre «Llum en el claustre», on el raig que baixa des de dalt es converteix en escala d'esperança per on l'home pot transcendir la seva solitud i la seva impotència i accedir a l'absolut.
7. El component existencial. Quan el filòsof es fixa en la realitat, es preocupa d'investigar la incògnita que hi ha darrere les seves aparences. No és aquest el cas de Gomà, que s'acontenta amb aquestes aparences sensibles que tant colpeixen: partint d'allò que veu entra en contacte emotiu amb la realitat. El resultat és que l'artista descobreix, si no l'essència del món, almenys el sentiment de la seva pròpia existència. Aquest és el cas de Gomà, com ens explica molt bé el seu fill Ferran: «Aquest component existencial de la pintura de Gomà, que capta l'observador d'aguda sensibilitat, ens revela que és veritable i sincera la comunicació dels seus sentiments, perquè l'ha vinculada a la presa de consciència vital, de manera que la seva pintura no queda en efectes de color o de sensacions, sinó que deriva vers una autèntica filosofia de la comunicació». El que és cert és que Gomà, pintant, s'ha trobat ell mateix plenament. Molt bé podria dir, emulant a Descartes : Pingo ergo sum, "Pinto, per tant existeixo"
8. El component tècnic. Els pintors impressionistes van excel·lir en els coneixements cientifics sobre la llum. Seguint el seu exemple, també Gomà s'ha interessat per aquest tema, per tal de poder-la pintar tal com es reflecteix en els objectes. Són les arrels impressionistes del nostre pintor i de tots els seus companys d'escola. Més que molts d'ells, Gomà té una espècie d'obsessió artística per la llum i per la tècnica de la seva representació amb colors. Concretament, sap que la llum «agrisa» els colors, i és servint-se d'aquest principi que Gomà pinta la llum reflectida. Gomà s'interessa no sols per la llum, sinó també per les ombres i per la justesa dels colors, que vol tractar amb bases científiques. I, així, a cada color principal hi afegeix, als reflexos, les tonalitats «complementàries».

### Aspectes concrets de les obres de Goma
El paisatge. El paisatge és, òbviament, el tipus de pintura que li permet de fer lluir més la seva paleta i de jugar amb el color i la llum amb més alegria i espontaneïtat. En el paisatge Gomà es mostra molt descriptiu, escull temes rics en detalls i suggeriments. Quan hom compara dues teles referents al mateix indret i a la mateixa perspectiva, sorprenen les diferències que hi ha reflectides en cadascuna (de lluminositat, de tonalitat de fons o de percepció subjectiva). Els colors tendeixen a ser realistes (Gomà no pinta, com Mir, les roques de la muntanya de Montserrat amb tintes molt rogenques). Selecciona temes que tinguin interès estètic en ells mateixos, de manera que a tots els espectadors els és fàcil captar la bellesa del quadre sense necessitat d'analitzar-lo a partir de categories estètiques erudites. La mateixa varietat de tonalitats és ja una festa per a la vista. La composició apareix com natural, gràcies a una bona selecció del tema.
Els jardins. Gomà no ha pretès fer-nos l'exhibició de jardins d'un Santiago Rusiñol; els temps han canviat molt i l'home actual no està per a tant romanticisme o idealisme. Defugint el perill de fer un simple cromo, Gomà aprofita l'ocasió per fer una disbauxa colorista i una espècie d'explosió vital. Altres vegades, però, sacrifica aquesta fàcil expressió i prefereix demostrar el seu virtuosisme pictòric. Això es veu, per exemple, en quadres com aquell on pinta el jardí de casa seva nevat ni la perspectiva oferta ni els esmorteïts colors que ha de reproduir no exciten gaire la sensibilitat, i aleshores el pintor ho aprofita per fer, això no obstant, tota una obra d'art apel·lant als seus refinats recursos estètics i tècnics.
Els carrers. Gomà té una important producció de paisatge urbà, orientada generalment al tipisme i al sentiment social. Com a factor d'aquest sentiment, i també com a contrast amb la fredor del ciment i de les parets, anima aquests ambients quasi sempre amb alguna figura humana: un vianant, uns nens que juguen, una dona que ve del mercat. De vegades ofereix, enmig d'un carrer estret, uns contrallums agoserats que colpeixen l'espectador i que demostren el mestratge de l'autor en el domini de la llum.
Les marines. Les marines permeten Goma, entre altres coses, pintar postes de sol, que com ja hem dit dels jardins, i tal com fou el cas de Monet- es presten a fer una professió de fe impressionista. La mateixa experiència d'aquest clàssic de l'impressionisme pintant la catedral de Rouen amb les diferents Ilums del dia l'ha feta Gomà pintant una pila de marines amb el mateix turó de Montjuïc al fons. En cada cas els reflexos de l'aigua ens reserven sorpreses distintes. La composició sol ser una maravella.
Les flors. També aquí la composició té u paper important, ja que no es tracta que el pin tor esculli el tema, sinó que més aviat l'hagi de construir. En el cas de pintar flors, Gomà no tem - com altres pintors - al barroquisme, sinó que es distingeix per una elegant simplicitat, que denota la seva fina i elevada sensibilitat. En el cas de les mimoses es revela, a més d'un virtuosisme consumat, la seva originalitat. L'habilitat del pintor a fer «modulacions cromàtiques» assoleix aquí un grau insospitat. Les mimoses no exhibeixen una bellesa fàcil; de manera que, per fer-ne un quadre, el pintor ha de recórrer a la tècnica més sofisticada, empranti lligant bé totes les tonalitats d'una mateixa gamma. Barallar-se deix amb aquestes dificultats i, malgrat tot, pintar mimoses a dojo ha estat una de les obsessions.
La natura morta. És el cas en què més es demostra la gràcia de l'autor a l'hora de fer la composició. Les natures mortes de Gomà constitueixen gairebé sempre, en cada quadre, una vertadera síntesi de tot el gènere: cacera, fruita, algun gerro d'aram o de terrissa, l'aigua o el vi fent reflexos desafiants dins un vas de vidre, o alguna panera, a part altres elements, com ara uns alls o unes cebes, o una esplèndida col. No sabem si admirar tant les tonalitats (més modulacions cromàtiques!) del plomatge de les perdius o del pèl de les llebres com la pell d'uns préssecs que sembla de vellut, o unes pomes que somriuen pletòriques de vida, o una magrana esberlada que mostra l'entranya sangonosa. Gomà ha conreat la natura morta amb especial interès, hi ha aconseguit algunes de les seves obres més meritòries.
La figura. La figura humana constitueix un repte per als artistes. Gomà ha estat molt ben preparat per afrontar-lo després d'un aprenentatge tan llarg i complet del dibuix. I això es nota als seus retrats, que no sols reprodueixen fidelment el model, sinó que n'han sabut copsar l'expressió genuīna de la seva personalitat i del seu temperament. Gomà fa uns retrats no solament físics, sinó també psicològics. Gomà s'ha recreat a retratar la seva esposa Angela en diverses èpoques i amb aspectes diferents; d'ella són alguns impecables nus que ens ha deixat el pintor, on la pell humana assoleix una qualitat gairebé vital.
Els monuments religiosos. El quadre religiós hem de reconèixer que és un tema difícil, però que ha servit a Gomà per donar el seu do de pit. Ens referim a les seves teles sobre arquitectura religiosa, singularment a dues que representen una fita cabdal en la seva pintura, que porten per títol «La Porta de la Pietat» i «Llum en el claustre». La Porta de la Pietat, de la catedral de Barcelona, és un dels millors quadres que ha fet el nostre pintor. És potser, en aparença, el més senzill, el menys aparatós; però és també - precisament per això - el més depurat en la tècnica i el que té una més fina expressió. La seva tonalitat, tota ella grisenca-terrosa, sense cap concessió a l'efectisme pictòric, encobreix una sensibilitat exquisida. Es tracta d'una pintura tan rica en simbolisme i en expressió com en tècnica artística. Per una banda, revela sentiments místics i uns valors humans transcendents, que van més enllà de la vida. L'obra, on no hi ha cap figura humana, expressa una dramàtica impressió de solitud; però una llum d'esperança, emesa des del fons i que rellisca per les gastades escales de pedra de la nostra història, ens porta el missatge de l'eterna saviesa. El món natural (els elements minerals de la construcció) i el món sòcio-cultural (el poble que la va fer i que l'ha utilitzada) s'uneixen en una síntesi molt ben personificada en l'art gòtic. És cap al tard, a les últimes clarors del dia. És una hora de recollimenti també de pressentiments.Però és també una hora d'una llum solar molt suau i con- creta, que adopta uns matisos diferencials en els diversos sectors de l'edifici. Gomà els ha transcrit puntualment, de manera que l'expressió de la llum, en aquesta obra, assoleix el màxim exponent de tota la seva pintura. Per altra banda, les quali- tats de la pedra són insuperables. El quadre Llum en el claustre ens ofereix un tema referent a la catedral barcelonina. Ha estat molt elogiat per la crítica, i seleccionat per figurar en làmina policromada al Diccionari Ràfols.
Amb el quadre «La Porta de la Pietat» en comparteix el tema i la significació bàsica, però no és tan auster ni tan difícil a l'anàlisi. Unes pinzellades de color als arbres del jardí interior trenquen alegrement la monotonia i la geometria de la pedra. I no diem pas la fredor de la pedra, perquè no en té gens: al contrari, la seva gamma terrosa, que predomina sobre el gris, li dona una nota de calor humana, que és allò que vol tenir, ja que el quadre és expressió no tant d'un monument religiós com de les generacions humanes que li han donat vida i que ell, d'alguna manera, personifica. La presència d'una dolça i discreta figura femenina, que trenca la solitud, ens confirma aquesta impressió. Per altra banda, s'entén el claustre com un lloc on l'home es tanca i es concentra per tal de reflexionar sobre el sentit de la vida. La incògnita angoixant és alleugerida per l'esperança que donen un raig de llum que davalla del cel i la companyia d'una noia. Aquest doll de llum és com un missatge del més enllà i una promesa de salvació: ens assenyala el camí per trobar l'eterna llibertat, que és el regne de la Llum. Aquesta seria, segons Gomà, l'última veritat de la vida. Aquest quadre ens ofereix una espècie de síntesi còsmica: món mineral, món vegetal i món ! humà. Matèria, vitalitat, llum i esperit. Geometria arquitectònica i gràcia artística. Allò natural i allò sobrenatural. Evidència i misteri.

### Exposicions
1940. Galeries Laietana, Barcelona (individual).
1942. Galeries Pallares, Barcelona (individual).
1943. Galeries Laietana, Barcelona (individual).
1944, Exposició Nacional de Belles Arts, Barcelona (col·lectiva), 
1946. V Exposició d'Artistes Graciencs, Sala Vinçon, Barcelona (col·lectiva).
1950. Exposició Nacional de Belles Arts, Madrid (col·lectiva).
1953. Galeries Augusta, Barcelona (individual).
1961. Galeries Pinacoteca, Barcelona (individual).
1963. V Exposició Biennal d'Art, Montblanc (col·lectiva).
1964. Exposició especial d'Escultura i Pintura del Reial Cercle Artistic, Barcelona (col·lectiva), 
1965. Galeries Espanyoles de Pintura Moderna, Barcelona (individual).
1968. Galeries Espanyoles de Pintura Moderna, Barcelona (individual). El pintor Goma commemora les seves noces d'argent amb la pintura.
1970. Exposició col·lectiva de Pobles i paisatges de Catalunya», Fundació F. Estrada Salaric, Barcelona.
1970. Casa de Cultura i Biblioteca Pública de la Caixa de Pensions, Igualada (individual).
1970. Mundi Art, Barcelona (col·lectiva).
1972. Exposició Nacional d'Art Contemporani, Barcelona (col·lectiva).
1972. Exposició «La Semana de Pintores Catalanes», Segovia (col -lectiva).
1973. Exposició organitzada per la Fundació F. Estrada Salaric, Salamanca (col·lectiva).
1976. Galeries Mayte Muñoz, Barcelona (individual).
1977. Galeries Nayte Muñoz, Barcelona (individual).
1986. Exposició Antológica del pintor Gomà, la Riba (Alt Camp, Tarragona) (individual).
1989. Exposició Antologica del pintor Gomà, Centre d'Art La Rectoria de Sant Pere de Vilamajor (Vallès Oriental), en homenatge dels seus cinquanta anys de pintor (individual).
1991. Reial Cercle Artistic, Barcelona. Exposició Antològica (individual).
L'obra de Gomà es troba bastant dispersa. Hi ha quadres seus en museus de Catalunya: En permanent estan en el Museu Diocesà de Barcelona i una selecció en el Museu de l'Abadia de Montserrat; en el Museu Municipal de Reus i també a les col·leccions particulars de Josep Maria Quintana Cabanes (Barcelona), la del Dr. Joan Maria Guarro i Saladié (Vilafranca del Penedès) i la del Dr. Julio Pérez Alonso (Madrid).